# Адольф Шедель
Шедель Адольф Карлович (? — 1899) — київський комерсант німецького (пруського) походження, батько Амалії Бонадурер.
Адольф Шедель відомий тим, що після Кримської війни (1853—1856), коли в Росії зникла дрібна розмінна монета, почав випускати паперові «шеделівські» розмінні гроші (банкноти) номіналом у 5, 10, 15, 20, 25, 30, 40, 50 і 75 коп. Ці гроші отримали у населення кредит довіри та користувалися великим попитом. Користуючись цим, Адольф Шедель надрукував та продав (обміняв) дуже великі суми коштів. Виручені кошти він вкладав у нерухомість на Хрещатику та Фундуклеївській вулиці, котру юридично оформляв на свою дружину.
У 1860 р. Шедель придбав у кредит строком на 12,5 років млин у Києві на березі Дніпра, проте незабаром через затримку виплати по кредиту млин повернувся до Глезера.
Після того, як уряд накарбував і пустив в обіг дрібну срібну монету, було оголошено, що «шеделівські гроші» вилучені з обігу і підлягають викупу та знищенню. Передбачаючи такий розвиток подій, Адольф Шедель утік з Києва. Поліція оголосила його у розшук за шахрайство, але безрезультатно. Пізніше, коли минув термін давності цього злочину, Шедель повернувся і став вимагати від своєї дружини ліквідації майна та повернення йому коштів. Проте дружина відмовила йому повертати кошти, мотивуючи це тим, що коли б вона повернула йому кошти, то зізналася б у співучасті у злочині.
Шедель до кінця життя працював двірником у будинках своєї колишньої дружини, де і помер.